# Chuyến bay 6491 của Turkish Airlines
Chuyến bay 6491 của Turkish Airlines là một chuyến bay chở hàng vận hành cho Turkish Cargo bởi ACT Airlines từ Hồng Kông đến Istanbul qua Bishkek, Kyrgyzstan. Ngày 16 tháng 1 năm 2017, chiếc Boeing 747-400F thực hiện chuyến bay này đã không tiếp cận được đường băng khi hạ cánh trong sương mù dày đặc tại sân bay quốc tế Manas ở thủ đô Bishkek và bốc cháy.] Theo báo cáo ban đầu, do tầm nhìn kém phi hành đoàn đã cố gắng để thực hiện hạ cánh lần thứ hai, nhưng bị rơi trước khi đến đường băng.
Ít nhất 37 người đã thiệt mạng trong vụ tai nạn, trong đó có bốn phi công và 33 cư dân của Dacha-Suu, một ngôi làng nằm khoảng 2 km (1,2 mi) về phía tây của sân bay. Ít nhất 15 ngôi nhà bị hư hại tại địa điểm xảy ra tai nạn. Ít nhất mười lăm người bị thương, trong đó có 6 trẻ em.